# Neukirchen (Bockhorn)
Neukirchen (ⓘ) ist ein Gemeindeteil der Gemeinde Bockhorn im Landkreis Erding in Oberbayern. 

St. Jakobus

## Geografie
Der Weiler liegt im Tal der Strogen auf der Gemarkung Salmannskirchen, etwa fünf Kilometer südwestlich von Bockhorn und 2,4 Kilometer südöstlich vom Erdinger Stadtrand entfernt an einer Gemeindestraße zwischen der 500 Meter nördlich des Weilers verlaufenden Staatsstraße 2084 und der Kreisstraße ED20.

## Geschichte
Der Ort wurde 1212/20 mit der Bezeichnung Niunkirchen erstmals urkundlich erwähnt. Im September 1648 zerstörten kurz vor Beendigung des Dreißigjährigen Kriegs Schwedische und Französische Truppen den gotischen Vorgängerbau des heutigen Neukirchner Sakralbau. 

Seit dem bayerischen Gemeindeedikt von 1818 gehörte der Ort zur Gemeinde Salmannskirchen. Am 1. Januar 1972 wurden die Gemeinden Bockhorn, Eschlbach, Grünbach und Salmannskirchen mit Neukirchen zur neuen Gemeinde Bockhorn zusammengelegt.

## Baudenkmäler
In der Liste der Baudenkmäler in Bockhorn wird die katholische Filialkirche St. Jakobus erwähnt, eine Saalkirche mit Zwiebelturm in barocken Formen. Sie wurde von Anton Kogler um 1720/30 errichtet.

Orts-Gesamtansicht von Nordnordwest